# The Real Milli Vanilli
 (avril 2020).
Si vous disposez d'ouvrages ou d'articles de référence ou si vous connaissez des sites web de qualité traitant du thème abordé ici, merci de compléter l'article en donnant les références utiles à sa vérifiabilité et en les liant à la section « Notes et références ».
The Real Milli Vanilli est un groupe de pop et de dance allemand qui rassemble certains des premiers chanteurs de Milli Vanilli : Brad Howell (en), John Davis, Ray Horton et Gina Mohammed. Sont absents du groupe Charles Shaw (en), Jodie Rocco et Linda Rocco.

## Histoire
À l'origine, l'album s'intitulait Keep On Running, et aurait dû sortir avec en couverture « Rob & Fab ».
Seulement, l'annonce, quelque temps avant la sortie de l'album, que Rob & Fab ne chantaient pas sur leurs disques, contraint Frank Farian à les remplacer par les vrais chanteurs, après quoi Keep on Running a été renommé en The Moment of Truth.